# 李宏茂
李宏茂（1913年—1984年），男，四川开县人，中华人民共和国军事人物，中国人民解放军少将，曾任湖南省军区副司令员。